# Grodlår

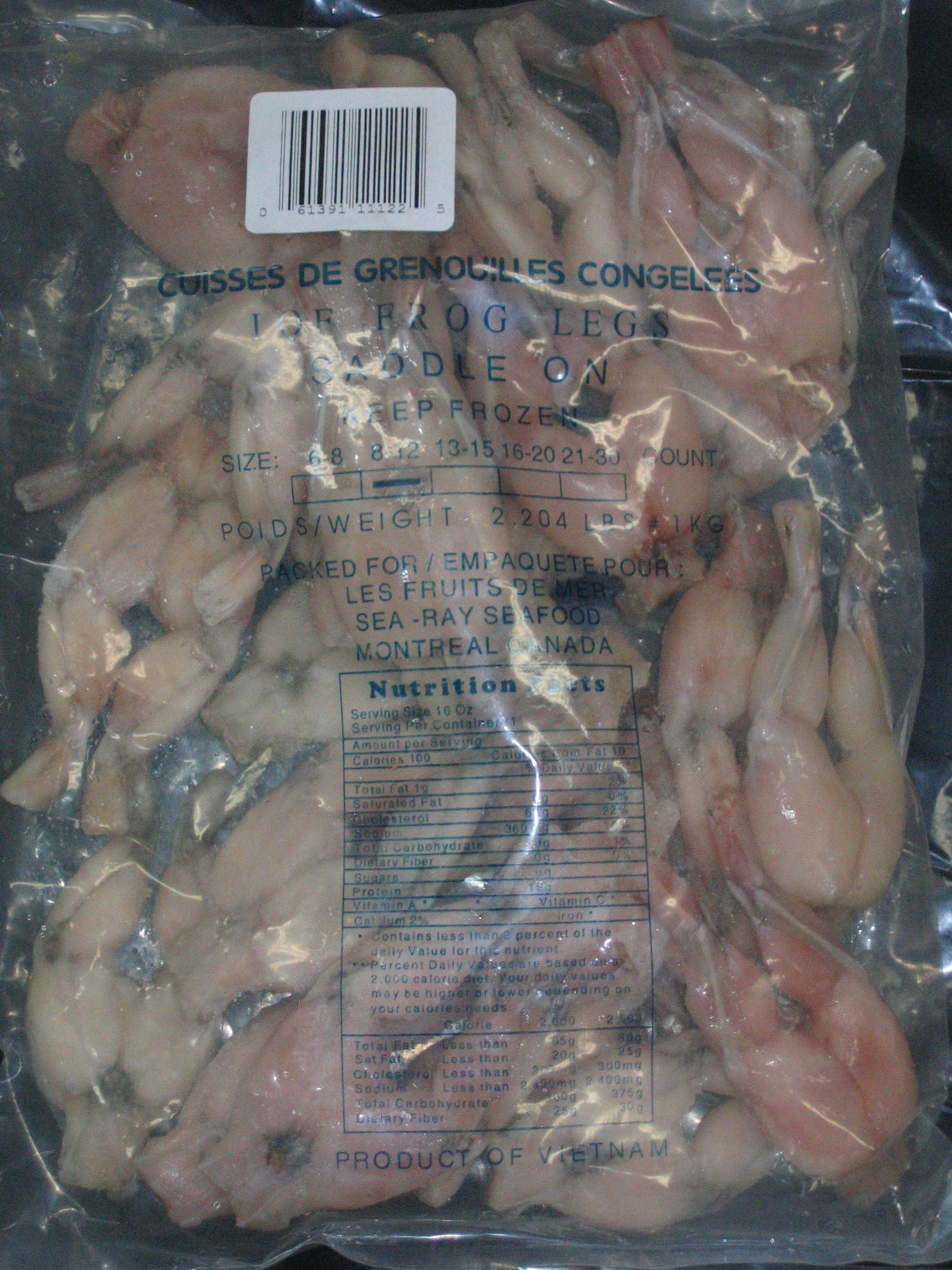
En påse grodlår från Vietnam.

Grodlår, lår av ett flertal Rana-arter som säljs antingen färska, rökta eller inlagda i olja. Av europeiska arter används framför allt ätlig groda, men även andra arter, i synnerhet vanlig groda, förekommer. Tidigare importerades oxgroda till Italien i detta syfte. Den har senare spritt sig och blivit ett plågoris, då den äter de flesta inhemska groddjur. På grund av detta förbjuder EU numera import av denna art.
De vanligaste importerade asiatiska arterna är Rana crancivora och Rana macrodon. Även Hoplobatrachus rugulosus importeras, ofta under namn av indisk oxgroda (Hoplobatrachus tigerinus, tidigare Rana tigrina).
Smak och konsistens är likt kycklingkött. Grodlår är en delikatess med stor efterfrågan, något som har resulterat i att grodpopulationen blivit lidande i länder som Frankrike, Italien och Belgien. Under 1950-talet påbörjades en intensiv import av indisk oxgroda från Indien, men då detta nästan utrotade grodan, infördes 1987 ett exportförbud på arten i Indien. Även i Bangladesh har ett liknande förbud införts. Idag är istället Indonesien största exportland, följt av Kina och Turkiet. Det finns inget givet sätt att tillaga färska grodlår på – de kan kokas och serveras i citronsås, knaperstekas, eller ingå i en frikassé eller soppa.